# Les Pennes-Mirabeau
Les Pennes-Mirabeau je mesto in občina v jugovzhodnem francoskem departmaju Bouches-du-Rhône regije Provansa-Alpe-Azurna obala. Leta 2006 je mesto imelo 20.231 prebivalcev.

## Geografija
Kraj leži v pokrajini Provansi 16 km severozahodno od središča departmaja Marseilla.

## Uprava
Les Pennes-Mirabeau je sedež istoimenskega kantona, v katerega sta poleg njegove vključeni še občini Cabriès in Septèmes-les-Vallons z 38.710 prebivalci.
Kanton Pennes-Mirabeau je sestavni del okrožja Aix-en-Provence.